# Ступничка река
Ступничка река je десна притока Јужне Мораве у коју утиче код села Јелашнице.
Извире у делу Бабичке горе који се у народу назива Јарсеновска планина, на локалитету „Гукава арница” а сам извор народ зове „Студени кладанац”.
Њен ток, у изворишном делу, има правац север-југ до разбијеног села Ступнице, на чијем се простору повија у правцу запада и тече ка Јужној Морави, кроз дубодолине између pазбацаних махала овог села.
Има неколико притока а најзначајније су две десне притоке. Испод рида Орловац, прима прву од њих, Јарсеновску реку а испод села Доње Купиновице прима другу, Купиновачку реку, која долази из правца Горње Купиновице.
Улива се у Јужну Мораву испод села Јелашнице.